# بيل سيدغويك
بيل سيدغويك (بالإنجليزية: Bill Sedgwick)‏ هو سائق سباق أمريكي، ولد في 19 مارس 1955 في أكتون في الولايات المتحدة.

## وصلات خارجية
- بيل سيدغويك على موقع Racing-Reference.info (الإنجليزية)
- بيل سيدغويك على موقع DriverDB.com (الإنجليزية)